# Acords d'armistici araboisraelians de 1949
Els acords d'armistici àraboisraelians de 1949 són un conjunt d'acords signat el 1949 entre Israel i els seus veïns Egipte, el Líban, Jordània, i Síria.
Els acords donaren fi a les hostilitats oficials de la Guerra araboisraeliana de 1948 i establiren línies d'armistici entre Israel i Cisjordània, conegudes com la Línia Verda. Segons aquests acords, la línia de demarcació que se signà en cadascun d'ells "no ha de ser considerada de cap manera com a frontera política o territorial; està marcada sense perjudici dels drets, reivindicacions i postures d'ambdues parts al moment de l'armistici quant a l'arranjament definitiu de la qüestió palestina" i el seu efecte servia perquè els diferents exèrcits no la usessin. Aquestes línies es mantingueren fins a la Guerra dels Sis Dies el 1967.
Dos terços de la població palestina es van refugiar en els països veïns, dels quals més de dos milions (un 38% del total) encara consten com refugiats avui en dia.